# Музей архитектуры Леопольдо Ротера
Музей архитектуры Леопольдо Ротера (исп. Museo de Arquitectura Leopoldo Rother) — первый и единственный музей архитектуры в Колумбии, расположенный в городе Богота. Входит в список музеев в ведении Национального университета Колумбии.
Основан в 1986 году Высшим советом Национального университета в здании старой типографии, построенном в 1948 году по проекту архитектора Леопольдо Ротера и инженера Гильермо Гонсалес-Сулеты. Находится в студенческом городке Боготы, рядом с проспектом Эльдорадо. В марта 1995 года здание музея было включено в список объектов национального культурного наследия Колумбии.
Музейная экспозиция занимает 643 квадратных метра в пяти выставочных залах, холле и небольшой аудитории. В залах проходят временные выставки, посвящённые как колумбийской, так и международной архитектуре. Предметы из постоянных собраний экспонируются редко из соображений сохранности.
Всего собрания музея включают семь коллекций с альбомами для рисования, оригинальными планами объектов, рисунками, фотографиями, личными документами, автобиографическими записками архитекторов, копиями и оригинальными архитектурными моделями.
Коллекция колумбийского архитектора итальянского происхождения, Фернандо Мартинес-Санабрии, подаренная музею его семьёй в 1989 году, состоит из 5664 документов. Архив другого колумбийского архитектора немецкого происхождения, Леопольдо Ротера, также подаренный музею его семьёй в 2001 году, включает 1422 документа. Другими коллекциями музейного собрания являются архив Анатоля Касскоффа с 600 фотографиями, архив Бруно Виоли с 161 документом (подарен в 2001 году), архив Висенте Наси с 194 документами (подарен в 1991 году), коллекция Монтойи Валенсуэлы с 358 документами и 1929 планов, пожертвованных музею Фондом Центрального ипотечного банка в 2006 году.